# Kushka (Balkh)
Kushka é uma cidade do norte do Afeganistão localizada na província de Balkh.